# Hanna Jensen
Hanna Jensen (født 19. februar 1973 i Leirvík) er en færøsk gymnasielærer og liberal-konservativ politiker (F).
Efter studentereksamen har hun studeret til magister i færøsk og fransk sprog og litteratur, foruden studier i pædagogik og retsvidenskab, ved Københavns Universitet og Fróðskaparsetur Føroya. Jensen har været adjunkt og studievejleder ved gymnasiet i Fuglafjørður siden 2005, efter at have undervist ved den tekniske skole i Klaksvík. Jensen har også været timelærer i færøsk litteratur ved Føroya Læraraskúli. Hun er bosat i Norðragøta.
Jensen har været medlem af kommunalbestyrelsen i Eysturkommuna siden 2009, og har ledet både velfærdsudvalget og kulturudvalget. Hun repræsenterede Fólkaflokkurin frem til 2011, da hun tog initiativ til dannelsen af partiet Framsókn sammen med Poul Michelsen. Jensen har siden været næstformand i partiet og var suppleant til Lagtinget 2011-15, hvor hun periodevis mødte for Michelsen og Janus Rein. Jensen blev valgt til Lagtinget ved valget i 2015
Jensen har været fransk konsul på Færøerne siden 2010.

## Politik og religion
Færøsk politik har altid været meget præget af religion. Hanna Jensen er aktiv medlem af Brødremenigheden der hvor hun bor, men hun går ind for at holde religion og politik adskilt. Den 17. november 2015 lagde hun sammen med tre andre lagtingskvinder: Sonja Jógvansdóttir (løsgænger), Bjørt Samuelsen (Tjóðveldi) og Kristianna Winther Poulsen  (Javnaðarflokkurin) tre lovforslag for Lagtinget der går ud på at gøre det lovligt for homoseksuelle par at indgå ægteskab. Et af de tre lovforslag er senere trukket tilbage, det gik ud på at indføre i kirkeloven, at Folkekirken ikke havde pligt til at velsigne homoseksuelle ægtepar, der var borgerlig viet, men den øverste ledelse for Folkekirken var imod at Lagtinget ville lovgive om hvad der foregik inde i selve kirken, det skulle de nok selv bestemme, og derfor trak de forslaget tilbage. Forslaget skulle formodentligt gøre det lettere for lagtingsmedlemmer at stemme for forslaget, hvis kirken kunne holdes udenfor. Et forslag gik ud på at anmode Folketinget og danske myndigheder om at iværksætte dele af ændringer af Ægteskabsloven og Retsplejeloven til at gælde for Færøerne. Lovforslagene var til 1. behandling i Lagtinget den 24. november 2015. Det forventes, at 2. behandling vil ske i den uge der starter med 7. marts 2016. 
Ugen før den forventede 2. behandling af lovforslaget om ændringer af Ægteskabsloven, havde Færøernes national-TV, Kringvarp Føroya, inviteret to lagtingsmedlemmer, der begge tilhørte Brødremenigheden, men som havde helt forskellige synspunkter på hvorvidt homoseksuelle par skal have lov til at indgå ægteskab eller ej. De to var Hanna Jensen, der er for, og Jógvan á Lakjuni, der er imod. Under diskussionen kom det frem, at Hanna Jensen var frosset ude af menigheden i Gøta, folk ville ikke længere smile til hende og ville ikke tage hende i hånden. Det var hun meget ked af, men hun mente, at hun som politiker måtte tænke på ande end sig selv, og at det drejede sig om en minoritet af færinger, der ikke havde samme rettigheder som andre, de kunne ikke arve deres livspartner mm. Hun sagde også, at hun nu mærkede, hvordan disse mennesker måtte have det hele tiden, nu da hun selv var frosset ud af sin menighed. Hun mindede også Jógvan á Lakjuni på det faktum, at folk fra Brødremenigheden ikke fik lov til at undervise i Folkeskolen på Færøerne for mindre end 100 år siden. Det var et krav dengang, at lærere var medlem af Folkekirken og underviste efter den lære som Folkekirken bebuder. To dage efter udsendelsen, udtalte den et medlem af ældrerådet i Brødremenigheden Filadelfia i Gøta, Zacharias Zachariassen, sig til avisen Sosialurin, at han godt kunne forstå at Hanna Jensen følte sig uilpas, selv var han imod at ægteskabsloven blev ændret, fordi han mente at det er direkte imod Guds ord. Han sagde, at Hanna Jensen er frit stillet til at mene som hun vil, men han mente ikke at det passede sig, at hun samtidig var aktiv medlem af Brødremenigheden. Sosialurin skrev, at Hanna Jensen havde fået mundkurv af ældsterådet i Filadelfia i Gøta.

## Hæder
- 2012 - Modtog det franske ridderkors[10]